# Ljusslinga

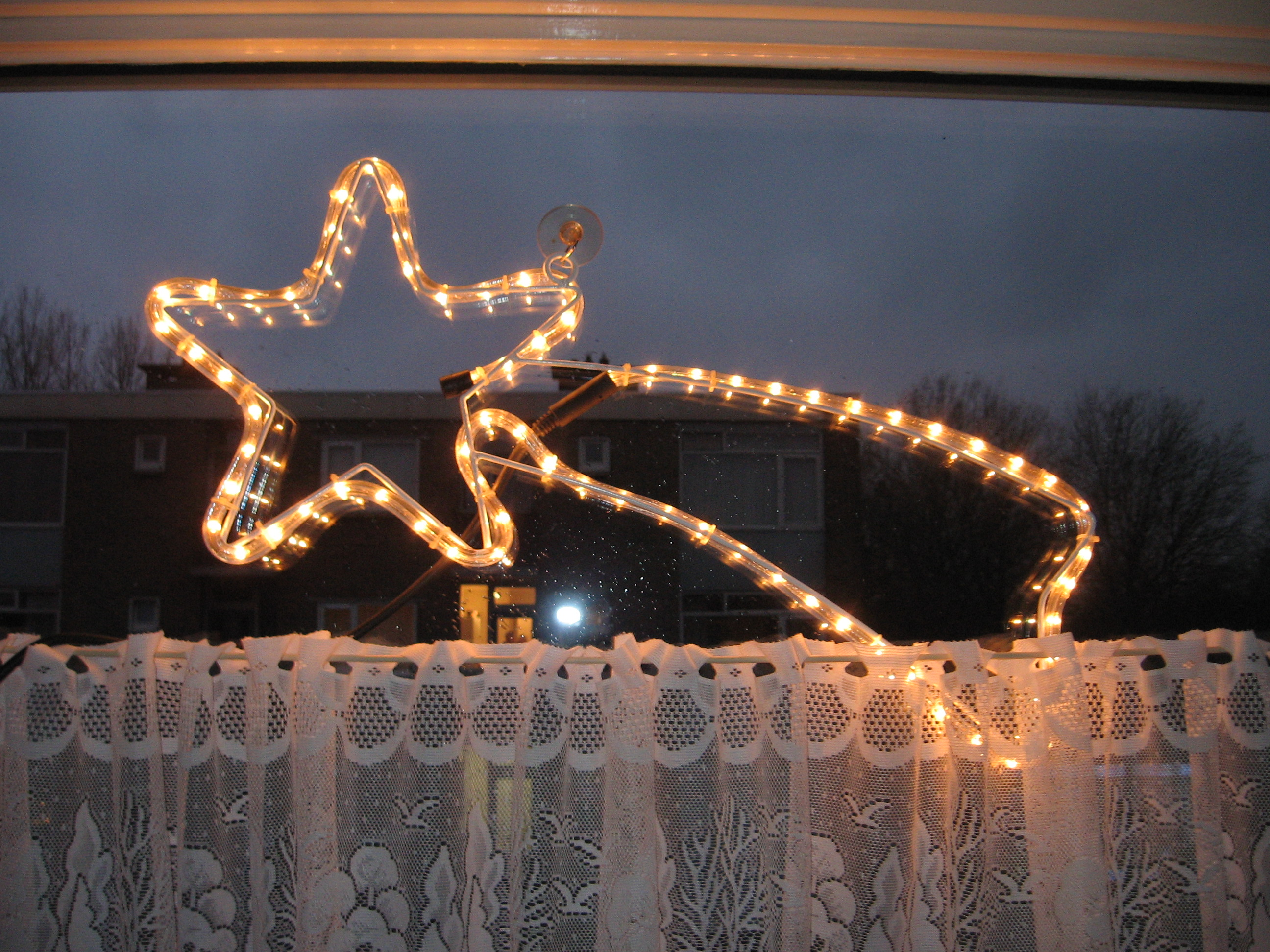
Ljusdekoration bestående av en ljusslang.

En ljusslinga eller ljuskedja består av en elkabel med sammankopplade, ibland färgade, lampor eller lysdioder med fast eller blinkande ljus. Ljusslingor finns i olika utförande för olika användamål. Den kan användas som vardaglig ljusdekoration, men är särskilt vanlig som juldekoration i till exempel julgranen, skyltfönster, träd och buskar, ovanför gågator eller på husfasader. Vissa är även förlängningsbara.
En ljusslang är en ljusslinga inbyggd i en transparent (och ibland färgad) plastslang. Eftersom lamporna i ljusslangen är inneslutna i plast blir ljusslangen betydligt varmare än traditionella ljusslingor och kan därför orsaka brand vid övertäckning.